# Сярев, Андрес Андресович
А́ндрес А́ндресович Ся́рев (8 февраля 1902, Вильянди, Российская империя — 18 марта 1970, Таллин, Эстонская ССР, СССР) — советский и эстонский актёр, режиссёр и сценарист, заслуженный артист Эстонской ССР.

## Биография
Родился 8 февраля 1902 года в Вильянди. В 1920 году поступил на курсы сценического искусства, которые он окончил в 1922 году. Начиная с 1922 года был принят в труппу театра Угала, где играл вплоть до 1926 года, после чего переехал в Пярну и играл в театрах: «Эндла», Рабочем театре, затем переехал в Таллин и играл в Рабочем театре и театре «Эстония». Начиная с 1949 года по момент смерти играл в Театре имени Кингисеппа. Внёс огромный вклад в развитие театральной деятельности как в независимой Эстонии, так и в годы становления СССР, одновременно с этим писал сценарии к кинематографу.
Скончался 18 марта 1970 года в Таллине.

## Фильмография

### Актёр
- 1947 — Жизнь в цитадели
- 1957 — Июньские дни
- 1962 — Ледоход
- 1965 — Им было восемнадцать
- 1967 — Венская почтовая марка

### Сценарист
- 1956 — На задворках (оригинальный текст — Оскар Лутс)
- 1959 — Подводные рифы